# Le Rêve (Matisse)
Pour les articles homonymes, voir Le Rêve.
Le Rêve est un tableau réalisé par le peintre français Henri Matisse en mai 1935. Cette huile sur toile représente une femme nue qui rêve. Elle est conservée au musée national d'Art moderne, à Paris.

## Histoire du tableau
C'est un tableau de 1935. C'est en 1935 que Lydia Delectorskaya commence à poser comme modèle de nu, quotidiennement, pour Henri Matisse, et ce tableau la représente dans une de ses poses familières.

## L'autre peinture (de 1940) d'Henri Matisse portant ce même titre

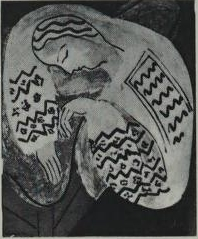
Le rêve ou Le rêve de 1940

Une autre peinture d'Henri Matisse, réalisée quelques années plus tard, en 1940, porte ce même titre, Le Rêve, comme l'a présentée plusieurs expositions, notamment l'exposition de 2012 du musée Pompidou intitulée Matisse : paires et séries, et précédemment, l'exposition à la galerie Maeght du 7 au 29 décembre 1945. 
Dans cette autre peinture, la jeune femme qui rêve n'est plus nue mais porte un vêtement dont les motifs rappellent ceux de La Blouse roumaine, tableau peint également en 1940. La tonalité générale est plus triste que dans ce tableau de La Blouse roumaine.